# Iso-Aska (sjö i Norra Österbotten)
Iso-Aska är en sjö i Finland. Den ligger i kommunen Taivalkoski i landskapet Norra Österbotten, i den nordöstra delen av landet, 600 km norr om huvudstaden Helsingfors. Iso-Aska ligger 251 meter över havet. Arean är 36,4 hektar och strandlinjen är 4,14 kilometer lång. Sjön  ingår i Ijo älvs huvudavrinningsområde. 